# Bad Homburg vor der Höhe
Bad Homburg vor der Höhe je lázeňské město ve spolkové zemi Hesensko. Má asi 52 000 obyvatel. Od roku 1953 je partnerským městem Mariánských Lázní. V roce 1840 zde bylo otevřeno kasino a město se stalo významným lázeňským centrem. Označení Bad (lázně) město používá v názvu od roku 1912. Název města Homburg pochází z hradu Hohenberg. Höhe je tradiční název pohoří Taunus užívaný do 18. století.

## Dějiny města
První písemná zmínka o městě pochází z roku 1180, což potvrdily i archeologické výzkumy. V polovině 19. století zde začalo vznikat lázeňství a po roce 1888 si Bad Homburg vybral jako letní sídlo císař Vilém II. Za druhé světové války bylo město těžce poškozeno leteckým bombardováním. Po založení Spolkové republiky Německo s hlavním městem Bonn sídlila v Bad Homburg Bundeswertpapierverwaltung (Spolková správa cenných papírů).

## Partnerská města
- Chur, Švýcarsko
- Dubrovník, Chorvatsko
- Exeter, Spojené království
- Mariánské Lázně, Česko
- Mayrhofen, Rakousko
- Petěrgof, Rusko
- Terracina, Itálie
- Bad Mondorf, Lucembursko
- Cabourg, Francie